# Idioma saaroa
El saaroa o lhaʼalua es una lengua tsóuica meridional hablada por el pueblo saaroa (hla'alua), un pueblo indígena de Taiwán. Es una lengua formosana de la familia austronesia.
Los saaroa viven en los dos pueblos de yaoyuan y kaochung, en el distrito de Taoyuan (municipio de Taoyuan), ciudad de Kaohsiung, Taiwán.
El mapa indica la ubicación donde aún se habla la lengua
Con menos de diez hablantes nativos y una población étnica de 400 personas, el saaroa se considera amenazado. Incluso entre los hablantes nativos de la lengua, utilizan principalmente el mandarín o el bunun en su vida cotidiana. Ya no existe una comunidad de habla activa para el saaroa.

## Evolución lingüística
Cuando se agrupan según la gramática, el saaroa está más estrechamente relacionado con la otra lengua formosana, el tsou, y se ramifica muy pronto a partir de la lengua protoformosana que define la agrupación.
Por motivos léxicos y fonográficos, el tsou, el kanakanabu y el saaroa también se agrupan bien para formar el subgrupo tsóuico; es probable que el rukai y el «rukai de las tres aldeas inferiores» también sean lenguas tsóuicas.
El grupo tsóuico solía ocupar una zona bastante extensa en las partes suroccidentales del centro de Taiwán. Debido a la invasión de otras comunidades y a las enfermedades contagiosas, se redujo a las zonas relativamente pequeñas actuales. La tradición oral dice que el grupo tsóuico se originó en Yushan. Hace unos 2.000 años, el grupo se dividió en dos, los tsou del norte y los tsou del sur. Los tsou del norte se desplazaron a lo largo del río Nantzuhsien hacia el oeste, mientras que los tsou del sur lo hicieron a lo largo del río Laonung. Estos últimos se dividieron en dos, kanakanabu y saaroa, hace unos 800 años. En 1990, el saaroa estaba casi extinguido. Pocos niños hablan esta lengua. La lengua bunun se está convirtiendo en la lengua principal de los saaroa, y muchos de los ancianos de la comunidad hablan hokkien taiwanés. El cambio a la lengua bunun se produjo cuando los bunun emigraron a la zona habitada por los saaroa.
El pueblo saaroa se ha inspirado en gran medida en el rukai mantauran, ya que los pueblos saaroa y rukai son geográficamente adyacentes.

## Gramática
Saaroa tiene 13 consonantes: |p, t, k, ʔ, s, v, ts, m, n, ŋ, r, ɾ, ɬ| y cuatro vocales: |i, ɨ, u, a|. El patrón silábico básico en saaroa es (C)V, donde C representa las consonantes y V las vocales o vocales largas. Las vocales pueden aparecer como vocales largas o en grupos. Las vocales en grupos forman dos o más sílabas. También hay muchas palabras prestadas en saaroa, muchas de las cuales se introdujeron durante la Era Imperial Japonesa (1895–1945). Aparte del japonés, se tomaron palabras prestadas del chino mandarín, del min del sur de Taiwán y de otras lenguas aborígenes de la zona vecina, como por ejemplo el bunun.
En el pasado, la escritura romana se empleaba en los materiales de escritura anteriores de saaroa.
| Fonema | Ortografía | Representación fonética |
| ------ | ---------- | --- |
| p      | p          | [p] en todos los entornos |
| t      | t          | [t] en todos los entornos |
| k      | k          | [k] en todos los entornos |
| ʔ      | '          | [ʔ] en todos los entornos |
| s      | s          | [s] en todos los entornos, excepto seguido de la vocal alta frontal no redondeada i; [ɕ] ante la vocal alta frontal no redondeada i. |
| v      | v          | [v] en todos los entornos, excepto seguido de una vocal alta; [β] ante la vocal alta anterior no redondeada i.                       |
| ts     | c          | [ts] en todos los entornos excepto ante la vocal i alta anterior no redondeada; [tɕ] ante la vocal i alta anterior redondeada.       |
| m      | m          | [m] en todos los entornos |
| n      | n          | [n] en todos los entornos |
| ŋ      | ng         | [ŋ] en todos los entornos |
| r      | r          | [r] en todos los entornos |
| ɾ      | l          | [ɾ] en todos los entornos |
| ɬ      | lh         | [ɬ] en todos los entornos |
| b      | b          | [b] fonema prestado |
| ph     | ph         | [ph] fonema prestado |
| th     | th         | [th] fonema prestado |
| kh     | kh         | [kh] fonema prestado |
| tsh    | ch         | [tsh] fonema prestado |
| tɕ     | ts         | [tɕ] fonema prestado |
| dz     | dz         | [dz] fonema prestado |
| g      | g          | [g] fonema prestado |
| h      | h          | [h] fonema prestado |
| i      | i          | [i] en todos los entornos |
| ɨ      | ʉ          | [ɨ] en todos los entornos |
| u      | u          | [u] en todos los entornos |
| a      | a          | [a] en todos los entornos |
| ɛ      | e19        | [ɛ] fonema prestado |
| ɔ      | o          | [ɔ] fonema prestado |
| V:     | VV20       | Cualquier vocal larga escrita como dos vocales idénticas                                                                             |

Las raíces subordinadas llevan el significado básico de las palabras y suelen constar de más de dos sílabas, en un patrón (C)V.(C)V.(C)V. El saaroa distingue entre acento primario (indicado por ˊ ) y secundario (indicado por ˋ). El acento primario no es contrastivo, como tampoco lo es el secundario. Una vocal con acento primario se caracteriza por un tono más alto y una mayor intensidad. Aunque la sílaba acentuada se realiza con un tono alto, la diferencia entre las palabras no radica en la posición o la calidad de este tono. Por lo tanto, el saaroa no debe considerarse una lengua de acento agudo. En saaroa, la reduplicación es un proceso morfológico muy productivo. Exactamente el mismo proceso morfológico puede aplicarse a un verbo dinámico y a un elemento adjetival dentro de un predicado. Por ejemplo, al sufrir reduplicación, tanto los elementos adjetivales como los verbos dinámicos pueden tener significados «progresivo», «continuo», «intensificación» (o «iteración»)», «diminutivo» y «colectividad».
En saaroa, los sustantivos se dividen en varias subclases gramaticales en función de sus posibilidades morfológicas/sintácticas correlacionadas con las propiedades semánticas de sus referentes (i) sustantivos comunes, (ii) términos de parentesco, (iii) sustantivos humanos y no humanos, (iv) nombres de persona, (v) sustantivos locativos y (vi) sustantivos temporales. Estas clases pueden solaparse, por lo que un sustantivo puede pertenecer a más de una. Del mismo modo, los verbos se subsumen en varias subclases gramaticales según las posibilidades morfológicas/sintácticas correlacionadas con las propiedades semánticas de los referentes: (i) clases de transitividad, (ii) verbos estativos y (iii) verbos adverbiales. Todas las clases pueden solaparse; por consiguiente, un verbo puede pertenecer a más de una clase.
En saaroa, las posibilidades funcionales de los elementos adjetivales suelen incluir ser modificadores de un sustantivo principal en un NP y cabezas de un predicado intransitivo.
En cuanto al orden de las palabras, el saaroa es básicamente una lengua de predicado inicial. El verbo muacekehle «volverá» aparece antes del argumento sujeto kana'ana «él o ella». Además, el orden básico de las palabras es Verbo-Actor-Tema. Por ejemplo, el argumento nominativo Actor de una Construcción de Voz de Actor (por ejemplo, mairange «batata»). Del mismo modo, el argumento nominativo del Tema de una construcción de Voz Paciente debe seguir al argumento genitivo del Actor.

### Consonantes
| articulador activo         | labio- | labio- | apico-   | lamino- | dorso- | glotal |
| -------------------------- | ------ | ------ | -------- | ------- | ------ | ------ |
| articulador pasivo         | labial | dental | alveolar | palatal | velar  | glotal |
| oclusiva sorda no aspirada | p      |        | t        |         | k      | ʔ      |
| oclusiva sorda aspirada    | (pʰ)   |        | (tʰ)     |         | (kʰ)   |        |
| oclusiva sonora            | (b)    |        |          |         | (g)    |        |
| fricativa sorda            |        |        | s        |         |        | (h)    |
| fricativa sonora           |        | v      |          |         |        |        |
| africada sorda no aspirada |        |        | ts       | (tɕ)    |        |        |
| africada sorda aspirada    |        |        | (tsh)    |         |        |        |
| africada sonora            |        |        |          | (dz)    |        |        |
| nasal                      | m      |        | n        |         | ŋ      |        |
| vibrante múltiple          |        |        | r        |         |        |        |
| vibrante simple            |        |        | ɾ        |         |        |        |
| fricativa lateral sorda    |        |        | ɬ        |         |        |        |

### Vocales
|            | Vocales cortas | Vocales cortas | Vocales cortas |
| ---------- | -------------- | -------------- | -------------- |
|            | posterior      | central        | anterior       |
| alta       | i              | ɨ              | u              |
| medio alta |                |                |                |
| medio baja | (ɛ)            |                | (ɔ)            |
| baja       |                | a              |                |